# Răscoala șipailor
Răscoala șipailor sau Rebeliunea indiană din 1857 este una dintre cele mai bine cunoscute și ample revolte din perioada colonizării britanice a Indiei a fost cea a trupelor autohtone cunoscute sub denumirea de șipai. 
Revolta a început duminică 10 mai 1857, fiind o mare surpriză britanicilor mulți fiind orbi la tulburările care au fost create, în mare parte, de impunerea rapidă a controlului britanic direct asupra unei jumătăți din teritoriul Indiei. Campania de suprimare a revoltei a durat pînă în aprilie 1859.

## Context
Campania engleză din estul Indiei a început recrutarea cetățenilor locali în trupele engleze în 1667, cu scopul de a menține controlul în timpul relațiilor comerciale. În 1748, guvernul britanic a urmat și a început recrutarea și instruirea indienilor în lupta cu arme și metodele lor. Unitățile de indieni au fost numite șipai, devenind în curînd cea mai mare parte a forțelor britanice în India, în cele din urmă depășind numărul trupelor europene zece la una.
După ce Marea Britanie a câștigat două treimi din teritoriul Indiei și imperialismul a început să afecteze fiecare parte a vieții cotidiene (prin tehnologie, precum telegraful, eforturile misionare evanghelice sau reforma proprietății administrative și funciare), a existat o cantitate incredibilă de tensiune care avea nevoie doar de o scânteie mică pentru a porni o revoltă uriașă. Au existat focare minore în rândurile șipailor înainte de 1857, dar acestea au fost toate suprimate rapid și brutal.
Scânteia, care a venit pentru a începe această perioadă de revolte a fost introducerea unei noi puști, mai exact pușca Enfield cu încărcare pelviană.
Insurecția a fost declanșată de unele zvonuri ce circulau, conform cărora cartușele fuseseră fost unse cu grăsime de porc sau de vacă, un lucru ofensator pentru convingerile religioase musulmane și hinduse ale șipailor. În cele din urmă, șipaii au văzut acest lucru ca pe o încercare de a-i face pe hinduși creștini.

## Desfășurare
Primul eveniment a fost revolta sângeroasă la garnizoana din Meerut, în care răsculații au ucis fiecare european pe care l-au găsit în cale. Apoi au mărșăluit la Delhi, unde l-au proclamat pe Bahadur Shah al II-lea împărat al întregii Indii. De-a lungul lunilor mai și iunie, ideea de revoltă s-a răspândit în valea Gangelui, Rajputna, în centrul Indiei, precum și în Bengal. "Până în iunie, Cawnpore capitulase în fața lui Nana Sahib, și Lucknow, singurul avanpost britanic, din Oudh, a fost asediat". La 17 iulie, s-a descoperit că 200 de bărbați europeni, femei și copii au fost uciși cu o lună mai devreme în revoltă și în timpul asediului la Cawnpore. Răzbunarea a fost rapidă și aspră: răzvrătiților suspectați au fost legați de tunuri și executați. "În șase luni, revolta a fost înfrîntă, iar, în cursul anului următor, puterea britanică a fost restaurată". Aceste revolte ar fi amintit mai târziu de către unii luptători pentru libertatea indiană ca primele etape ale luptei pentru independență împotriva colonialismului. Indiferent dacă acestea au fost legate de revoltele ulterioare sau nu, rebeliunea șipailor a transmis cu siguranță un mesaj pe care britanicii trebuiau să-l ia în seamă.
Consecința imediată a fost desființarea Companiei Indiilor de Est și instaurarea administrării directe de către guvernul britanic, care a adoptat o politică de comunicare cu indienii. Britanicii au impus câteva măsuri sociale care au creat controverse în comunitatea hindusă (de exemplu adoptarea unei legi prin care femeile hinduse aveau voie să se recăsătorească). Ulterior, aceste măsuri au fost abrogate.